# Confederació Francesa Democràtica del Treball
La Confederació Francesa Democràtica del Treball és un sindicat obrer francès que va néixer el novembre de 1919, inspirant-se de la doctrina social de l'Església i que inicialment va adoptar el nom de Confédération française des travailleurs chrétiens (CFTC), que anys més tard seria canviat pel nom actual de Confédération française démocratique du travail (CFDT).
El 6 de novembre de 1946, el 70% dels delegats al congrés va aprovar l'evolució cap a un sindicalisme laïc i, en conseqüència, adoptant el nom actual del sindicat: Confédération française démocratique du travail (CFDT). L'actual sindicat CFTC (que segueix existint a l'estat francès) prové de l'escissió protagonitzada per la minoria que no va acceptar la decisió democràtica de la majoria de la militància.
La CFDT va donar suport a la revolta estudiant del maig 1968 i va participar en els acords de Grenelle que hi van posar fi. El 1974 va adherir-se a la Confederació Europea de Sindicats (CES). També és membre de la Confederació Sindical Internacional. I es considera l'inspiradora de les lleis Aroux que el 1982 van reformar significativament el dret laboral francès, bàsicament creant l'obligació de les institucions representatives dels treballadors al si de l'empresa, la prohibició de tota discriminació, i l'obligació de negociar acortds col·lectius sobre un cert nombre de tems fonamentals: salaris, durada del treball i organització del treball. Seguint amb un sindicalisme constructiu i propositiu, el 1995 dona suport a la reforma de la Seguretat Social, i el 1997 negocia amb el govern Jospin la reducció de la jornada laboral a les 35 hores setmanals. En canvi, el 2010 es mobilitza contra la reforma de la jubilació, considerant que la proposta governamental n'enduria les condicions per als treballadors.
La CFDT es defineix a si mateixa (i és una característica que sol contraposar a la línia més combativa d'altres sindicats) com a “sindicat pragmàtic que prefereix trobar solucions a través del diàleg”, tot i que en determinats moments no ha dubtat a mobilitzar-se contra mesures considerades injustes, com ho fou el 2010 l'intent fallit de reforma de la jubilació. També es defineix com un sindicat democràtic que lluita contra tot tipus de dictadures, i un sindicat modern que intenta actualitzar permanentment les seves reivindicacions de justícia social als nous paràmetres que van apareixent en un món en contínua evolució.
Es considera el primer sindicat francès en nombre de militants, amb una lleugera predominança de dones afiliades per sobre els homes (50,2% enfront el 49,8%).
Pel que fa als resultats en les elecciones sindicals, segons el Ministeri de Treball francès, al sector privat la CFDT va obtenir al juny de 2017 un total acumulat de 26,39% de vots, davant el 24,85% de la CGT i el 15,60% de FO, convertint-se així per primer cop en el sindicat més representatiu, fins i tot per davant de la històrica Confederació General del Treball. I, en el sector públic, el recompte fet el desembre de 2018 era del 19% enfront del 21,8% de la CGT i el 18,1% de FO.